# Campionati europei di short track - gara femminile 1500 metri
La gara femminile dei 1500 metri è una delle prove disputate durante i campionati europei di short track dal 1997 ad oggi.

## Albo d'oro
| Anno | Oro                 | Argento             | Bronzo                 |
| ---- | ------------------- | ------------------- | ---------------------- |
| 1997 | Ellen Wiegers       | Elena Tichanina     | Evgenija Radanova      |
| 1998 | Marinella Canclini  | Ellen Wiegers       | Anke Jannie Landman    |
| 1999 | Evgenija Radanova   | Marinella Canclini  | Debbie Palmer          |
| 2000 | Evgenija Radanova   | Katia Zini          | Evelina Rodigari       |
| 2001 | Evgenija Radanova   | Mara Zini           | Marta Capurso          |
| 2002 | Evgenija Radanova   | Joanna Williams     | Mara Zini              |
| 2003 | Evgenija Radanova   | Stéphanie Bouvier   | Nina Evteeva           |
| 2004 | Evgenija Radanova   | Tat'jana Borodulina | Marta Capurso          |
| 2005 | Evgenija Radanova   | Marta Capurso       | Nina Evteeva           |
| 2006 | Evgenija Radanova   | Marta Capurso       | Arianna Fontana        |
| 2007 | Stéphanie Bouvier   | Katia Zini          | Arianna Fontana        |
| 2008 | Arianna Fontana     | Nina Evteeva        | Kateřina Novotná       |
| 2009 | Kateřina Novotná    | Stéphanie Bouvier   | Arianna Fontana        |
| 2010 | Arianna Fontana     | Elise Christie      | Evgenija Radanova      |
| 2011 | Arianna Fontana     | Veronika Windisch   | Erika Huszár           |
| 2012 | Arianna Fontana     | Jorien ter Mors     | Martina Valcepina      |
| 2013 | Elise Christie      | Arianna Fontana     | Charlotte Gilmartin    |
| 2014 | Jorien ter Mors     | Bernadett Heidum    | Zsófia Kónya           |
| 2015 | Elise Christie      | Sof'ja Prosvirnova  | Véronique Pierron      |
| 2016 | Elise Christie      | Jorien ter Mors     | Suzanne Schulting      |
| 2017 | Arianna Fontana     | Sof'ja Prosvirnova  | Lucia Peretti          |
| 2018 | Martina Valcepina   | Yara van Kerkhof    | Sára Bácskai           |
| 2019 | Suzanne Schulting   | Elise Christie      | Sof'ja Prosvirnova     |
| 2020 | Suzanne Schulting   | Arianna Fontana     | Anna Seidel            |
| 2021 | Suzanne Schulting   | Anna Seidel         | Sof'ja Prosvirnova     |
| 2022 | Edizione cancellata | Edizione cancellata | Edizione cancellata    |
| 2023 | Suzanne Schulting   | Hanne Desmet        | Anna Seidel            |
| 2024 | Elisa Confortola    | Gloria Ioriatti     | Rebeka Sziliczei-Német |
| 2025 | Xandra Velzeboer    | Gloria Ioriatti     | Elisa Confortola       |

## Medagliere complessivo
Aggiornato al 2025
| Pos.   | Paese       | Oro | Argento | Bronzo | Totale |
| ------ | ----------- | --- | ------- | ------ | ------ |
| 1      | Italia      | 8   | 10      | 10     | 28     |
| 2      | Bulgaria    | 8   | 0       | 2      | 10     |
| 3      | Paesi Bassi | 7   | 4       | 2      | 13     |
| 4      | Regno Unito | 3   | 3       | 2      | 8      |
| 5      | Francia     | 1   | 2       | 1      | 4      |
| 6      | Rep. Ceca   | 1   | 0       | 1      | 2      |
| 7      | Russia      | 0   | 5       | 4      | 9      |
| 8      | Ungheria    | 0   | 1       | 4      | 5      |
| 9      | Germania    | 0   | 1       | 2      | 3      |
| 10     | Belgio      | 0   | 1       | 0      | 1      |
| 10     | Austria     | 0   | 1       | 0      | 1      |
| Totale | Totale      | 28  | 28      | 28     | 84     |